# Bijača
Bijača (en cyrillique : Бијача) est un village de Bosnie-Herzégovine. Il est situé dans la municipalité de Ljubuški, dans le canton de l'Herzégovine de l'Ouest et dans la fédération de Bosnie-et-Herzégovine. Selon les premiers résultats du recensement bosnien de 2013, il compte 178 habitants.

## Histoire
Sur le territoire du village se trouve la nécropole de Bijača qui abrite 33 stećci, un type particulier de tombes médiévales ; elle est inscrite sur la liste des monuments nationaux de Bosnie-Herzégovine et fait partie des 22 sites avec des stećci proposés par le pays pour une inscription au patrimoine mondial de l'UNESCO.

## Démographie

### Évolution historique de la population
| 1948 | 1953 | 1961 | 1971 | 1981 | 1991 | 2013 |
| ---- | ---- | ---- | ---- | ---- | ---- | ---- |
| 528  | 462  | 380  | 244  | 114  | 105  | 178  |

|  |

### Communauté locale
En 1991, la communauté locale de Bijača comptait 679 habitants, répartis de la manière suivante :